# Momijigari (opera teatrale)
Momijigari (紅葉狩?) è un racconto tradizionale giapponese, eseguito teatralmente nel kabuki come shosagoto (recita danzata) e nel nō. Venne anche trasposta come film nel 1899, divenendo la prima pellicola narrativa mai girata in Giappone. La sceneggiatura per il teatro nō venne scritta da Kanze Nobumitsu durante il periodo Muromachi. Viene anche eseguita con i titoli di Yogoshōgun e Koremochi.

## Nō
Momijigari era originariamente un'opera nō, scritta da Kanze Nobumitsu (morto nel 1516).
Un oni, sotto forma di bella donna di rango apparentemente elevato (interpretata dalla shite o attore principale), insieme al suo seguito di assistenti femminili (le tsure) stanno visitando Togakushi-yama, una montagna nella provincia di Shinano, qui per osservare le foglie d'acero d'autunno. Il gruppo inizia un banchetto, quando un guerriero del clan Taira, tornato da una caccia ai cervi, si avvicina: si tratta di Taira no Koremochi (interpretato dal waki o attore secondario). Piuttosto che disturbare il gruppo passando accanto a loro, smonta da cavallo, con l'intenzione di tornare indietro, ma viene avvicinato dalla signora per bere sakè con lei. Koremochi costretto dalla signora a bere ancora, si ubriaca. A questo punto la danza della dama aumenta un ritmo più furioso, cambiando da chū no mai a kyū no mai. Quando Koremochi si addormenta, lei lo abbandona, asserendo che non si sveglierà più dal suo sogno.
C'è un cambiamento di scenario e l'atmosfera diventa cupo e triste. Una divinità del Take-uji (武氏?, "samurai"), in qualità di emissario del santuario di Hachiman, appare a Koremochi e gli rivela che la dama è in realtà un demone (kijo) che deve essere sconfitto, consegnando a Koremochi una "spada divina".
La signora si è ora trasformata in un demone sputafuoco alla luce dei fulmini (le maschere nō utilizzate sono tradizionalmente shikami (顰?) ma è entrata in uso l'hannya.) ma il guerriero è imperterrito e, dopo un duello serrato, uccide il demone con la spada.

## Adattamenti per Kabuki e spettacoli di marionette
L'opera fu adattata per il teatro delle marionette jōruri da Chikamatsu Monzaemon nel 1715, con il titolo Momijigari Tsurugi no Honji ("Guardare il fogliame autunnale e la vera origine della spada").
Fu anche rifatto più volte per il teatro kabuki durante il periodo Edo, ma di solito come brevi brani di danza.

### Danza Kabuki nel Meiji
Nel 1887 venne messa in scena una versione danzante kabuki dell'opera, con protagonista il popolare attore Ichikawa Danjūrō IX nei panni di Sarashinahime (demone).
Questa performance seguiva la sceneggiatura appena scritta da Kawatake Mokuami nel periodo Meiji, basata su un lavoro precedente del 1849.[9] Segue la trama di base dell'opera nō, ma con alcune differenze. Alla principessa-demone viene dato il nome Sarashina-hime, la divinità che avverte il guerriero è ora uno Yamagami ("dio della montagna") inviato da Hachiman, e la spada divina donata al guerriero Koremochi è identificata come Kogarasumaru. Il demone utilizza un ramo d'acero per parare la spada di Koremochi, finché il ramo non gli viene staccato dalla mano, quindi usa il suo sguardo truce per immobilizzare Koremochi. Ma la spada magica continua a combattere di propria iniziativa e uccide il demone.
Questa versione è stata scritta per essere accompagnata dalla musica nagauta e Tokiwazu.
Fu un successo senza precedenti, con l'imperatore Meiji presente ufficialmente in via straordinaria tra il pubblico, poiché il kabuki era abitualmente considerato al di sotto della dignità di essere visto dalle alte sfere della società. Da questa performance venne realizzato il primo film narrativo girato in Giappone.

## Il film del 1899
Ichikawa Danjūrō IX, con Onoe Kikugoro V nei panni di Koremochi, fece rivivere la versione kabuki nel 1899, che fu filmata e divenne il primo film realizzato in Giappone. [14] Era del regista Shibata Tsunekichi .
Danjūrō inizialmente era contrario ad apparire nei film, ma alla fine si convinse che farlo sarebbe stato un dono per i posteri.
Il film è disponibile per la visione al National Film Center di Tokyo . Essendo uno dei primi film giapponesi, è stato designato come importante proprietà culturale nel 2009.